# Johann Heinrich von Mörs
Johann Heinrich von Mörs (* in Köln; † 21. Februar 1728 in Köln) war ein deutscher Priester und Offizial im Erzbistum Köln.

## Leben
Mörs, der in Rom studiert hatte und zum Dr. jur. promoviert worden war, bekleidete von 1713 bis 1717 das Rektorat der Universität zu Köln. Nachdem er bereits am 18. Mai 1711 in das Kölner Domkapitel gelangt war, ernannte ihn Erzbischof Joseph Clemens von Bayern am 18. Juli 1720 zu seinem Offizial.
Mörs, der auch Kanoniker an den Kölner Stiftskirchen St. Gereon und St. Cäcilien, wie auch Mitglied des Geheimen Rates war, galt als geschickter Mann, der zugleich wenig offen und stets auf seinen Vorteil bedacht, allen „das Maul zu machen“ pflege.
| Personendaten    | Personendaten                                     |
| ---------------- | ------------------------------------------------- |
| NAME             | Mörs, Johann Heinrich von                         |
| KURZBESCHREIBUNG | deutscher Priester und Offizial im Erzbistum Köln |
| GEBURTSDATUM     | 17. Jahrhundert oder 18. Jahrhundert              |
| GEBURTSORT       | Köln                                              |
| STERBEDATUM      | 21. Februar 1728                                  |
| STERBEORT        | Köln                                              |